# Kanton Coursegoules
Kanton Coursegoules (fr. Canton de Coursegoules) je francouzský kanton v departementu Alpes-Maritimes v regionu Provence-Alpes-Côte d'Azur. Tvoří ho osm obcí.

## Obce kantonu
- Bézaudun-les-Alpes
- Bouyon
- Cipières
- Conségudes
- Coursegoules
- Les Ferres
- Gréolières
- Roquestéron-Grasse